# Kanilai
Kanilai  este un sat  în  provincia Western, Gambia. Este reședinta diviziunii Western. Este locul de baștină al președintelui actual al statului, Yahya Jammeh.